# Гагаринский муниципальный округ (Севастополь)
Гагаринский муниципальный округ —  муниципальное образование, наделённое статусом внутригородского муниципального образования в составе города федерального значения Севастополь.
Соответствует административно-территориальной единице Гагаринский район города Севастополь.
Образован в соответствии с законом города Севастополя от 3 июня 2014 года № 17 − ЗС «Об установлении границ и статусе муниципальных образований в городе Севастополе».

## География
Муниципальный округ составляет западную часть собственно городской черты города Севастополя. Граничит на востоке с Ленинским муниципальным округом Ленинского района Севастополя, на юге и юго-востоке — c Балаклавским муниципальным округом Балаклавского района Севастополя. На севере, западе и юго-западе омывается Чёрным морем.

## Население
| 1979     | 1989     | 2001     | 2014     | 2015     | 2016     | 2017     |
| -------- | -------- | -------- | -------- | -------- | -------- | -------- |
| 73 946   | ↗116 775 | ↗120 127 | ↗136 010 | →136 010 | ↗144 721 | ↗149 726 |
| 2018     | 2019     | 2020     | 2021     |          |          |          |
| ↗153 036 | ↗155 795 | ↗159 017 | ↗187 475 |          |          |          |

* в таблице данные по муниципальным образованиям Севастополя из источника Росстата на 1 января 2015 года фактически дублируют данные итогов переписи населения в КФО по состоянию на 14 октября 2014 года. По данным Севастопольстата на 1 января 2015 года численность населения Гагаринского района (в границах которого создан Гагаринский муниципальный округ) составила 137 761 человек, на 1 января 2016 года — 144721 человек
По итогам переписи населения в Крымском федеральном округе по состоянию на 14 октября 2014 года численность постоянного населения муниципального округа составила 136 010 человек (100 % из которых — городское). По оценке на 1 июля 2014 года численность населения составляла 123 945 человек.
Национальный состав населения (перепись 2014 года):
| национальность  | всего, чел. | % от указав- ших |
| --------------- | ----------- | ---------------- |
| указали         | 128308      | 100,00%          |
| русские         | 103803      | 80,90%           |
| украинцы        | 19040       | 14,84%           |
| белорусы        | 1425        | 1,11%            |
| татары          | 660         | 0,51%            |
| армяне          | 467         | 0,36%            |
| крымские татары | 359         | 0,28%            |
| азербайджанцы   | 242         | 0,19%            |
| евреи           | 219         | 0,17%            |
| молдаване       | 205         | 0,16%            |
| болгары         | 150         | 0,12%            |
| поляки          | 128         | 0,10%            |
| чуваши          | 107         | 0,08%            |
| мордва          | 81          | 0,06%            |
| греки           | 81          | 0,06%            |
| грузины         | 80          | 0,06%            |
| немцы           | 73          | 0,06%            |
| осетины         | 59          | 0,05%            |
| корейцы         | 57          | 0,04%            |
| башкиры         | 50          | 0,04%            |
| казахи          | 45          | 0,04%            |
| узбеки          | 42          | 0,03%            |
| другие          | 935         | 0,73%            |
| не указали      | 7702        |                  |
| всего           | 136010      |                  |